# Lutzomyia tuberculata
Lutzomyia tuberculata är en tvåvingeart som först beskrevs av Mangabeira Fo O. 1941.  Lutzomyia tuberculata ingår i släktet Lutzomyia och familjen fjärilsmyggor. Inga underarter finns listade i Catalogue of Life.